# Nationalpark Taï
Koordinaten: 5° 40′ N, 7° 4′ W
Der Nationalpark Taï (französisch Parc national de Taï) ist ein Nationalpark in der südwestlichen Elfenbeinküste östlich des Mont-Nimba-Parks in den Distrikten Moyen-Cavally und Bas-Sassandra. Der Park umfasst den letzten großen Regenwald Westafrikas. Außerdem ist der Park eine Zufluchtsstätte des seltenen Zwergflusspferds.

## Lage
Der Park liegt ca. 200 km südlich von Man und 100 km von der Küste entfernt zwischen der Grenze zu Liberia (Cavally-Fluss) im Westen und dem Sassandra-Fluss im Osten. Die Höhe über dem Meeresspiegel beträgt 80 bis 600 m (Michelin-Karte Nr. 953) an der höchsten Erhebung, dem Mont Nienokoue.
Das Gebiet umfasst 3300 km² mit einer 2000 km² großen Pufferzone und hängt mit dem 730 km² großen Reservat N'Zo zusammen.

## Fauna und Flora
Der Taï-Nationalpark ist eines der wichtigsten Refugien des Zwergflusspferds, das nur in den westafrikanischen Regenwäldern vorkommt.
Das Schutzgebiet beherbergt zudem viele weitere bedrohte Arten, so elf Arten Affen, unter ihnen Schimpansen und zahlreiche Meerkatzen, den Bongo, den Afrikanischen Büffel und verschiedene Waldducker einschließlich des seltenen Jentink-Duckers und des Zebraduckers, aber auch das Hakenblatt. Die etwa 750 Rundohr- oder Waldelefanten können nur bei ausreichend energischen Schutzmaßnahmen überleben.

Tiere im Nationalpark
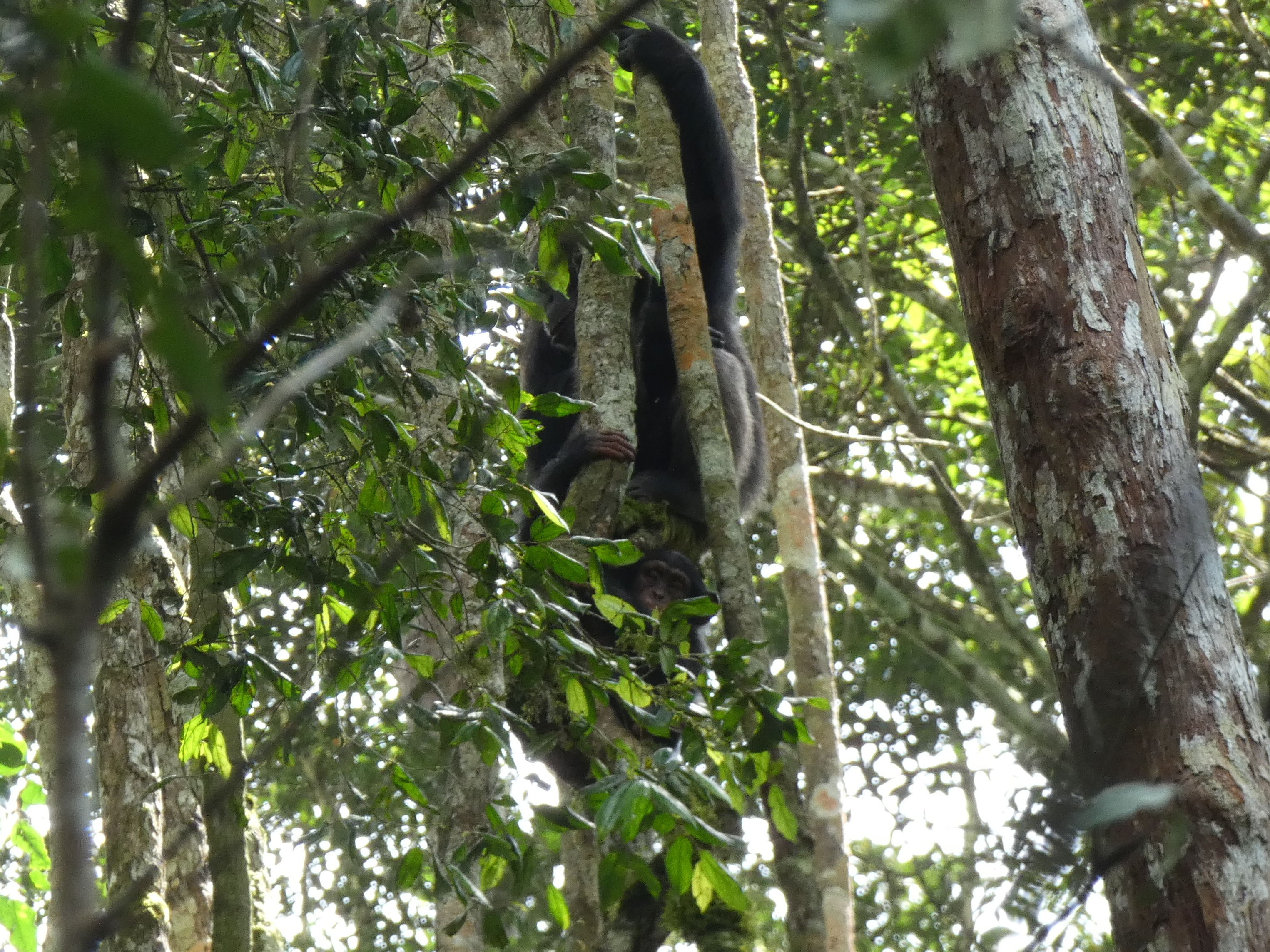
Schimpansen
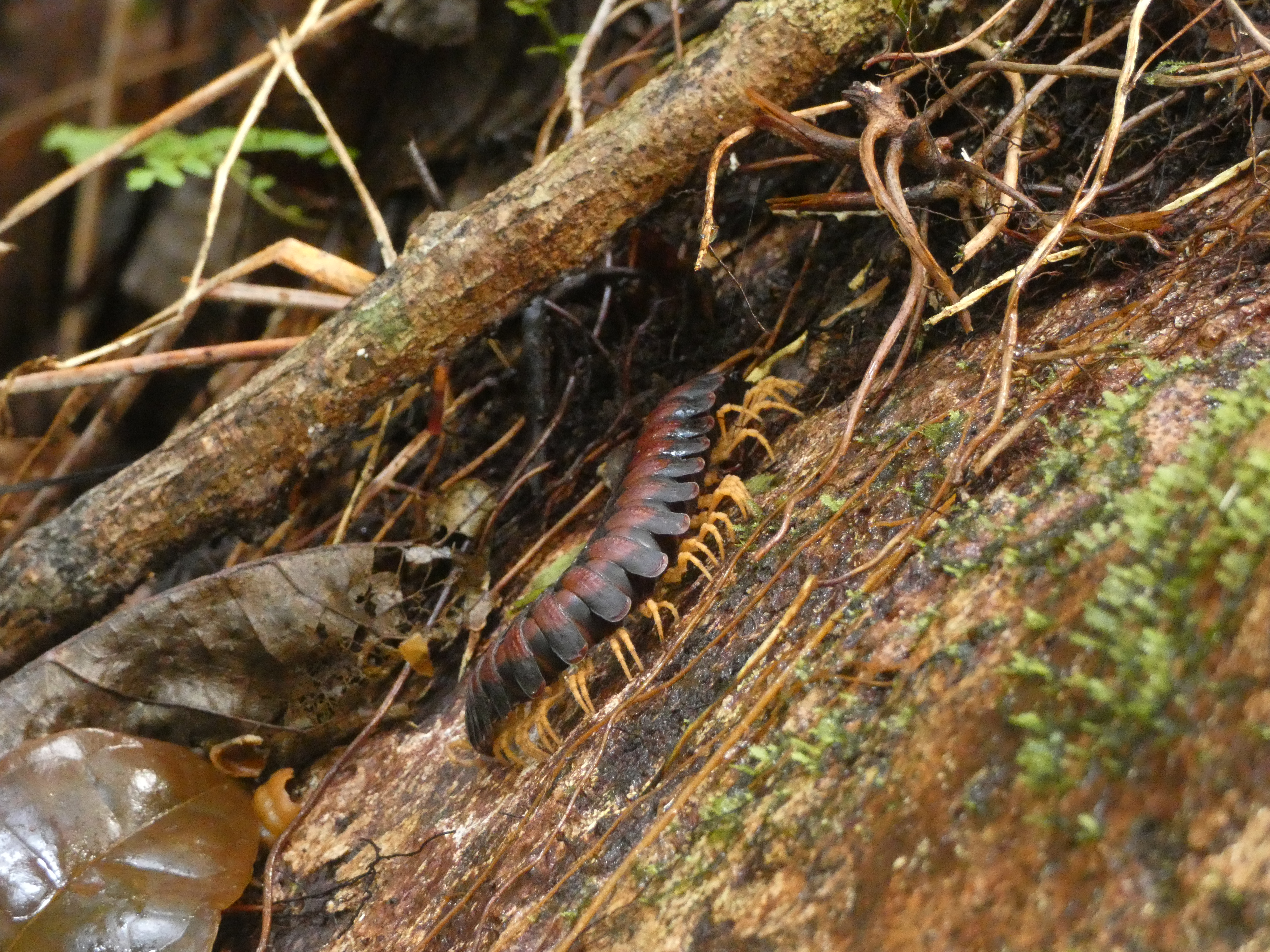
Tausendfüßer
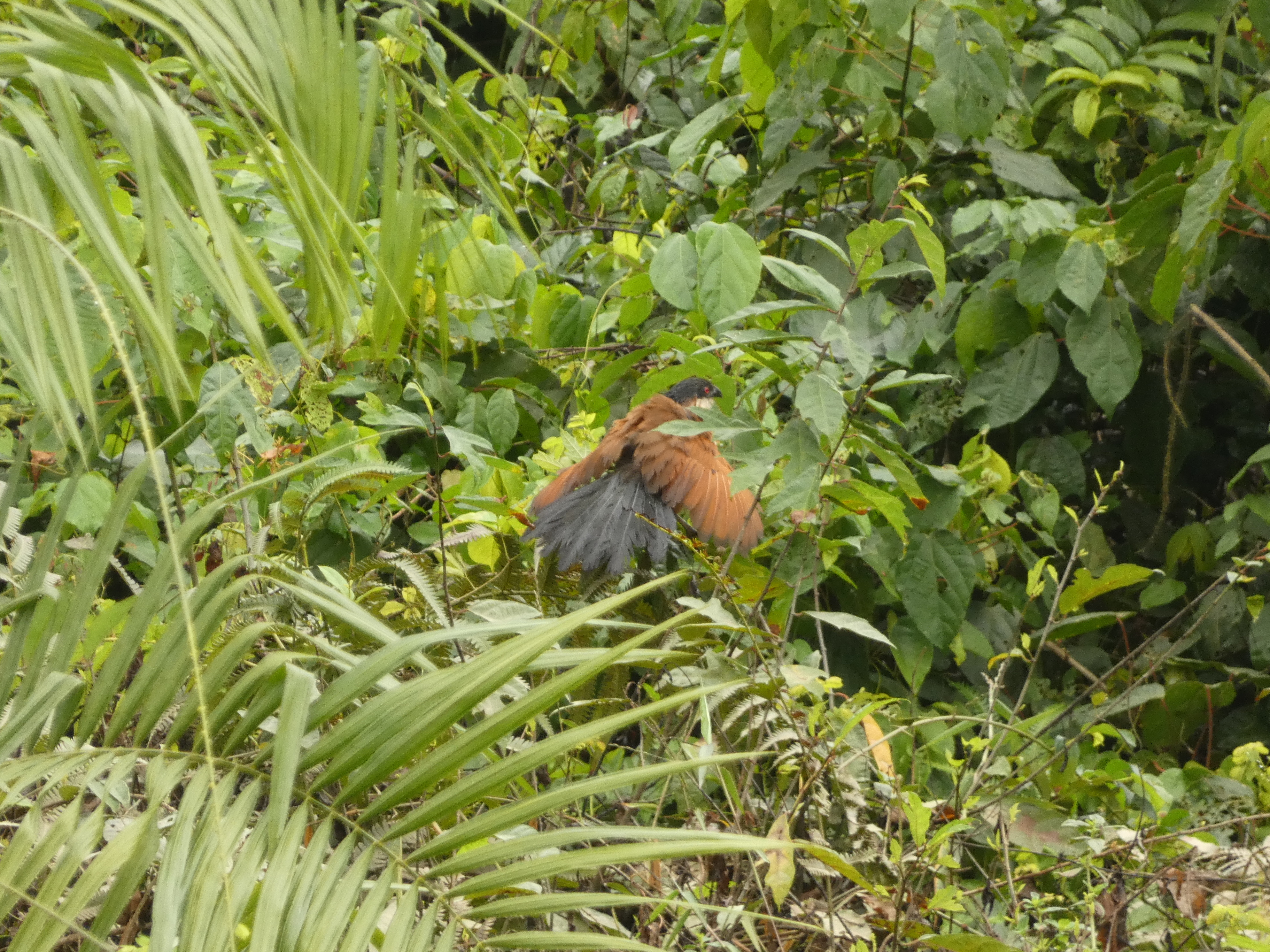
Spornkuckuck

## Geschichte
Bereits 1926 wurde das Gebiet von der französischen Kolonialverwaltung als Wald- und Wildschutzgebiet unter Schutz gestellt. Nationalpark wurde es am 28. August 1972. 1978 wurde es als Biosphärenreservat anerkannt und seit 1982 gehört der Park zum UNESCO-Weltnaturerbe.
Der Druck auf den Park durch Wilderei, Landwirtschaft und Goldabbau hat in den letzten Jahren stark zugenommen.